# Vedova di Giovanni del Nobolo
La vedova di Giovanni del Nobolo (fl. XIX secolo) è stata una tipografa italiana, attiva a Messina tra il 1817 e il 1823.

## Biografia
Pochissime le informazioni biografiche sulla vedova Del Nobolo di cui non si conoscono neppure il nome di battesimo e il cognome da nubile. Nell'appendice di un volume del 1820, contenente titoli di opere, opuscoli e memorie pubblicate nell’anno 1819, viene citata una certa vedova D. Candelora Nobolo che avrebbe dato alle stampe le Lettere sopra la suppurazione della milza di Agostino Contrelli. Non essendo al momento pervenute altre notizie in merito alla vedova Candelora Nobolo, non è possibile operare una sovrapposizione tra le due figure, sebbene gli anni di attività sembrino coincidere.
Di certo sappiamo che la vedova Del Nobolo fu attiva a Messina tra il 1817 e il 1823 nell’ambito della tipografia fondata dai fratelli Giovanni e Giuseppe Nobolo nel 1793 e che diede alle stampe almeno cinque pubblicazioni, tra cui si annoverano due annate del periodico Il Corrispondente Costituzionale. La vedova subentrò all'attività del coniuge, Giovanni Del Nobolo, dopo la morte di quest’ultimo che avvenne presumibilmente tra il 1815 e il 1816.
Non si hanno più notizie della tipografa dopo il 1823, quando – a seguito del suo decesso o per semplice passaggio di consegne – la gestione della tipografia passò a Michelangelo Nobolo, figlio di Giuseppe Nobolo, fratello di Giovanni, il quale continuò l’attività fin dopo l’Unità d’Italia.

## L'attività tipografica
La vedova di Giovanni del Nobolo realizzò un numero esiguo di pubblicazioni. La prima, di cui si abbiano notizie certe, corrisponde agli Articoli convenzionali stabiliti fra le compagnie di assicurazioni di questa città di Messina, stampati nel 1817 e contenenti convenzioni stipulate in data 3 marzo 1817 da assicurazioni messinesi, poi ratificate dal notaio Francesco Chindemi.
Del 1822 è una lettera di Giovanni Vallone, Inutilità delle porte laterali alla casa comunale e delle altre nel prospetto marittimo di Messina, in risposta a una memoria di Antonio Tardi.
Nel 1823, pubblicò l’elogio funebre a papa Pio VII che Serafino Dalla Rocca, esaminatore sinodale dell'arcidiocesi cittadina, compose per onorare il defunto pontefice e dedicò a Francesco Ruffo, barone di Baronelli.

## Il Corrispondente Costituzionale
Le pubblicazioni della vedova Del Nobolo che ottennero una più ampia eco sono riconducibili alla stampa del periodico Il Corrispondente Costituzionale, di cui la tipografa curò almeno le due annate del 1820 e del 1821. Quasi sicuramente, la stampa del giornale iniziò già a partire dal 1818, ma, a oggi, sono disponibili solo i fascicoli del 1820 e 1821. È altresì possibile che il periodico avesse una diversa denominazione – forse quella di Gazzetta di Messina in continuità con la produzione di Giovanni e Giuseppe – dal momento che l’edizione di mercoledì 19 luglio 1920 riporta la decisione della tipografa di modificare il nome del giornale: «È precisata la vedova di Gio. del Nobolo cambiare il vecchio Titolo della sua Gazzetta, col sostituire quello del Corrispondente Costituzionale. L’avvenuta circostanza che ha dato luogo alla nuova costituzione le ne porge il motivo del cambiamento. I cortesi Associati si benigneranno proteggere il lavoro di essa Vedova, che con ogni impegno desidera di acquistare semanilmente de’ pezzi letterarj per vieppiù corrispondere all’intenzione di servire il colto Pubblico». Il progetto editoriale si inserisce all’interno del clima di euforia generato dalla promulgazione della Costituzione siciliana nel 1812, ma, d’altra parte, si collega perfettamente alla produzione pregressa della tipografia Nobolo. A partire dal 1793 infatti, i fratelli Nobolo avevano avviato la pubblicazione delle prime gazzette che contribuirono fattivamente alla conquista della libertà di stampa e alla formazione di un’opinione pubblica consapevole nella Sicilia inglese di fine XVIII e inizio XIX secolo. Tra queste produzioni, si distinse quella della Gazzetta britannica (è possibile leggere i fascicoli della Gazzetta Britannica sul sito della Assemblea Regionale Siciliana: ars.sicilia.it/gazzetta-britannica) ininterrottamente stampata per sette anni, tra il 1808 e il 1814, con cadenza bisettimanale il mercoledì e il sabato, generalmente un’ora prima di mezzogiorno come si legge nell'avviso Ai Lettori del fascicolo n. 1 del 1813. La Gazzetta trattava temi di carattere politico e istituzionale legati ai regni borbonici e all’Impero britannico con un atteggiamento chiaramente favorevole alla monarchia borbonica e alla presenza inglese sull’isola siciliana, come testimonia il fatto che Giovanni, già a partire dal 1806, si autodefinisse “impressore britannico”. La tipografia Nobolo svolgeva presumibilmente anche una funzione di luogo di incontro di quegli intellettuali – e la vedova dovette in qualche modo farne parte – che vivevano con particolare entusiasmo un periodo dominato da idee di stampo liberale provenienti dall’Inghilterra.  La pubblicazione del Corrispondente Costituzionale testimonia come la vedova non ereditò solamente l'attività professionale e imprenditoriale del coniuge - realtà non nuova, sebbene spesso taciuta, nel contesto della tipografia "al femminile" - ma anche «il milieu culturale gravitante attorno ad essa».

## Edizioni stampate
- 1817 Articoli convenzionali stabiliti fra le compagnie di assicurazioni di questa città di Messina SBN (IT\ICCU\NAPE\049045)
- 1820 Il Corrispondente Costituzionale
- 1821 Il Corrispondente Costituzionale SBN (IT\ICCU\PAL\0184687)
- 1822 Vallone, Giovanni, Al signor d. Antonio Tardì sulla sua memoria SBN (IT\ICCU\NAPE\028171)
- 1823 Dalla Rocca, Serafino, Funebre elogio